# Trochalopteron imbricatum
El charlatán de Bután (Trochalopteron imbricatum) es una especie de ave paseriforme de la familia Leiothrichidae endémica del Himalaya oriental. Anteriormente se consideraba una subespecie del charlatán barrado.

## Distribución y hábitat
El charlatán de Bután se encuentra únicamente en el Himalaya oriental, distribuido por Bután y las zonas adyacentes de la India.